# رابرت شیهان
رابرت مایکل ادم شیهان (به انگلیسی: Robert Michael Sheehan) (زاده ۷ ژانویه ۱۹۸۸) بازیگر ایرلندی است.
او بیش از همه برای نقش نیتن در مجموعه تلویزیونی نیتن در مجموعه تلویزیونی مسفیتس و در کنار روپرت گرینت در فیلم بمب گیلاس در ۲۰۰۹ مشهور شده‌است.
او سه بار در برای یفتا و یک بار برای بفتا کاندید شده‌است.
او همچنین در فیلم موتورهای فانی، سه تابستان ، جاده درونو آکادمی آمبرلا ایفای نقش کرده است.